# Stazione di Busalla
Stazione di Busalla vasútállomás Olaszországban, Busalla településen.

## Vasútvonalak
Az állomást az alábbi vasútvonalak érintik:
- Torino–Genova-vasútvonal
- Torino–Genova-vasútvonal

## Kapcsolódó állomások
A vasútállomáshoz az alábbi állomások vannak a legközelebb:
- stazione di Borgo Fornari per Voltaggio
- Stazione di Piano Orizzontale dei Giovi